# 松木宗隆

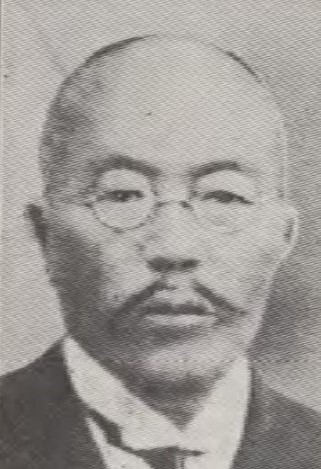
松木宗隆

松木 宗隆（まつのき むねたか、1868年8月16日〈慶応4年6月28日〉 - 1943年〈昭和18年〉11月16日）は、明治から昭和前期の政治家、華族。貴族院伯爵議員。幼名・保丸。

## 経歴
左近衛中将・松木宗有の四男として生まれる。父・宗有の隠居に伴い、1879年（明治12年）5月2日、家督を継承。1884年（明治17年）7月7日、伯爵を叙爵した。
学習院、東京専門学校、日本法律学校で学んだ。
貴族院伯爵議員に選出され、研究会に属して1904年（明治37年）7月10月から1911年（明治44年）7月9日までと1918年（大正7年）7月10日から1943年4月9日まで在任した。

## 栄典
- 1906年（明治39年）4月1日 - 勲四等旭日小綬章[8]
- 1915年（大正4年）7月10日 - 正三位[9]。
- 1931年（昭和6年）5月1日 - 帝都復興記念章[10]

## 親族
- 兄：高野宗順（病のため廃嫡され子爵・高野保誠の養子となる）
- 姉：紀鶴子（男爵・紀俊尚の妻）[1]
- 妹：北条達子（子爵・北条謙吉の妻）[1]